# Oecetis kpanduna
Oecetis kpanduna är en nattsländeart som beskrevs av Gibbs 1973. Oecetis kpanduna ingår i släktet Oecetis och familjen långhornssländor. Inga underarter finns listade i Catalogue of Life.